# Nässelvatten
Nässelvatten är ett slags gödselvatten för växter, framställt av brännässlor. Det är rikt på kväve och innehåller kisel, som gör växter motståndskraftiga mot svampsjukdomar. Framställning: Efter att brännässlorna urlakats i en vattentunna ett par veckor har bladen upplösts och bildat en kraftig gödningsvätska, som spädes ut med tio gånger vatten, innan den används. Nässlorna kan också torkas för vinterbruk och smulas sönder i blomvattnet, som är klart att användas efter några dagar.